# Fotogramas de Plata 1959
El lliurament dels 10è Premis Fotogramas de Plata (coneguts oficialment com a Placa San Juan Bosco), corresponents a l'any 1959 lliurats per la revista espanyola especialitzada en cinema Fotogramas, va tenir lloc el 31 de gener de 1960, diada de Sant Joan Bosco, a la residència de la família Nadal-Rodó, propietària de la revista, al barri de Pedralbes (Barcelona). Es va concedir per primer cop un premi al "millor intèrpret de cinema estranger" que hagi demostrat amb propietat un paper de destacats valors morals. Hi assistiren el delegat provincial d'Informació i Turisme Demetrio Ramos, i el secretari de l'ajuntament de Barcelona Juan Ignacio Bermejo y Gironés. El premi de Charlton Heston fou recollit en nom seu per Frank A. Siter, delegat de Paramount Pictures a Espanya.

## Candidatures

### Millor intèrpret de cinema espanyol
| Intèrpret      | Pel·lícula               | Resultat  |
| -------------- | ------------------------ | --------- |
| Javier Escrivá | Molokai, la isla maldita | Guanyador |

### Millor intèrpret de cinema estranger
| Intèrpret       | Pel·lícula        | Resultat  |
| --------------- | ----------------- | --------- |
| Charlton Heston | Els Deu Manaments | Guanyador |